# Paratachys proximus
Paratachys proximus är en skalbaggsart som beskrevs av Thomas Say 1823. Paratachys proximus ingår i släktet Paratachys och familjen jordlöpare. Inga underarter finns listade i Catalogue of Life.